# Tula (Italien)
 For alternative betydninger, se Tula (flertydig). (Se også artikler, som begynder med Tula)
Tula (sardisk: Tùla) er en by og en kommune (comune) i provinsen Sassari i regionen Sardinien i Italien. Byen ligger i 275 meters højde og har 1.569 indbyggere (2016). Kommunen har et areal på 66,19 km² og grænser til kommunerne Erula, Oschiri, Ozieri og Tempio Pausania.